# Ржепа, Владимир
Владимир Ржепа (чеш. Vladimír Řepa; 8 ноября 1900, Винограды (Прага), Австро-Венгрия — 19 августа 1957, Прага, ЧССР) — чехословацкий и чешский актёр театра и кино.

## Биография
Начинал в любительских театральных коллективах. С 1917 года играл в театре г.Кладно.
Позже выступал в театрах Пльзеня, Ческе-Будеёвице и Братиславы, с 1922 года — актёр пражских театров: Театра на Виноградах (до 1948) и Национального театра (с 1948 да смерти в 1957 г.). С июля 1949 по 31 августа 1952 года работал актёром компании Чехословацкое государственное кино.
С 1920 года снимался в кино, в том числе немого. За свою кинокарьеру участвовал в 130 фильмах.
Похоронен на Вышеградском кладбище в Праге.

## Избранная фильмография
- 1957 — Швейк на фронте — Кёниг, ротмистр
- 1957 — Нерешительный стрелок / Váhavý strelec — эпизод
- 1957 — Война за веру: Против всех — кутногорский мещанин
- 1956 — Юрашек / Jurášek — Дражик
- 1956 — Зарево над Кладно / Rudá záre nad Kladnem
- 1956 — Бравый солдат Швейк — заключённый в шляпе
- 1955 — Ян Жижка — Брадаты, городской советник
- 1954 — Ян Гус — пастор Ян
- 1954 — Самый лучший человек / Nejlepsi clovek — зритель
- 1954 — Кафе на главной улице / Kavárna na hlavní tríde
- 1954 — Ботострой / Botostroj
- 1953 — Они приходят из тьмы / Prichazeji z tmy
- 1953 — Ангел в отпуске / Dovolená s Andelem — Войтех Герзан
- 1952 — Улыбается земля / Usměvavá zem
- 1952 — Наступление / Nástup
- 1952 — Молодые годы / Mladá léta
- 1952 — Комические рассказы Гашека / Haskovy povidky ze stareho mocnarstvi
- 1951 — Пекарь императора — Император пекарей — владелец пекарни
- 1950 — Закалённые / Zocelení
- 1949 — Воспитанница браконьера, или Благородный миллионер / Pytlákova schovanka aneb Šlechetný milionář — хозяин бара (нет в титрах)
- 1948 — Заключенная № 72 / Dvaasedmdesátka — Машек
- 1948 — Немая баррикада — хозяин дома
- 1947 — Скрипка и мечта / Housle a sen
- 1946 — Мёртвый среди живых / Mrtvý mezi zivými — инспектор
- 1946 — Лавина / Lavina
- 1946 — 13-й участок
- 1945 — Обручальное кольцо / Prstýnek — лесник
- 1944 — Не видели вы Бобика? / Neviděli jste Bobíka?
- 1943 — Танцовщица / Tanečnice — кучер Сатрановых
- 1943 — Рыба на суше / Ryba na suchu
- 1943 — Гость в доме / Host do domu
- 1941 — Небо и земля / Nebe a dudy — эпизод
- 1940 — Тихой ночью / Za tichých nocí — священник
- 1940 — Бабушка —Кудрна
- 1939 — Девушка в голубом — помещик
- 1938 — Цех кутногорских дев — член парламента
- 1937 — Батальон / Batalión